# Schachtanlage Holz

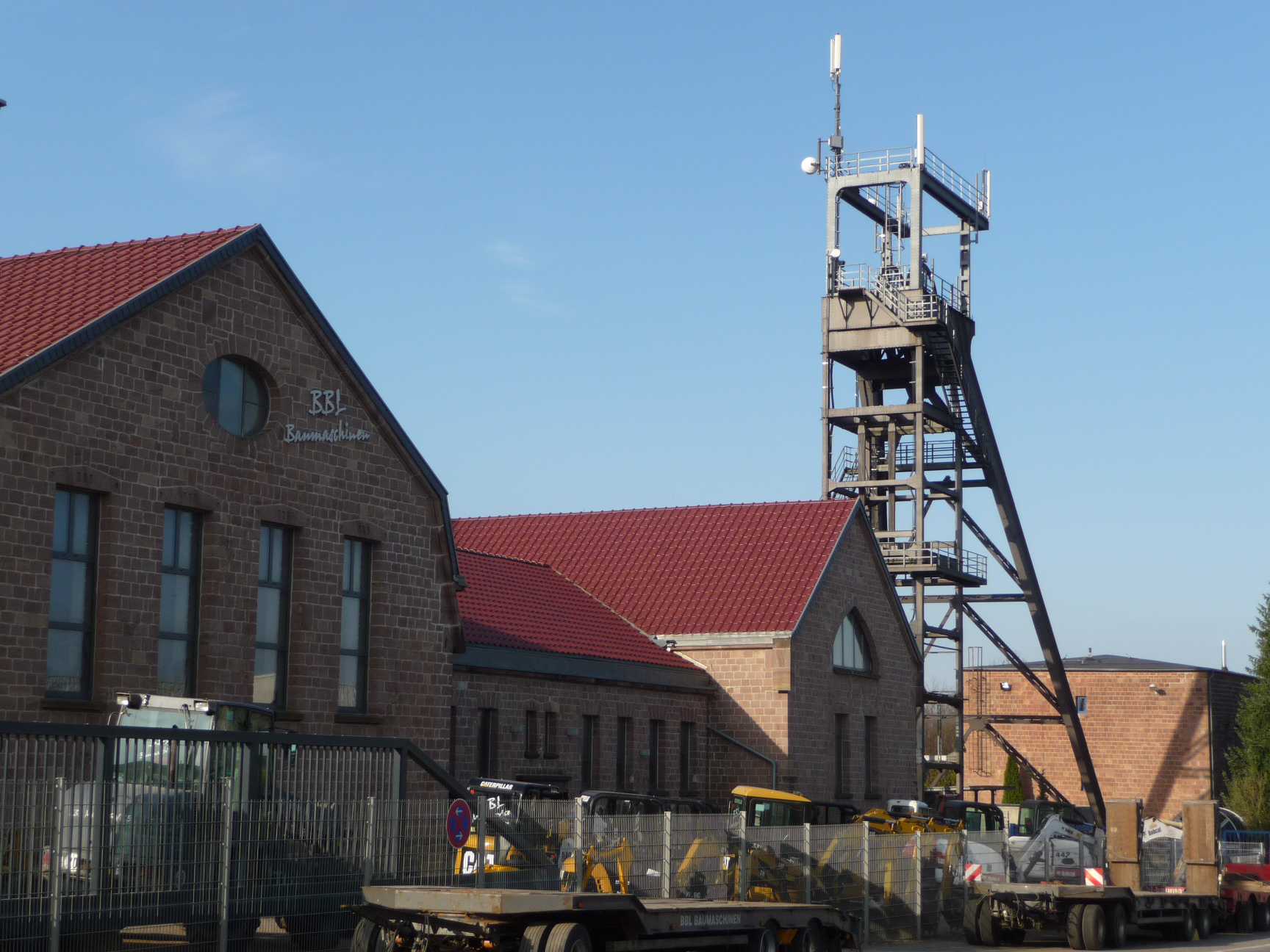
Schachtanlage Holz (Im Vordergrund das Zechenhaus, dahinter das Fördergestell und das Fördermaschinenhaus)

Die Schachtanlage Holz ist ein denkmalgeschütztes Ensemble, das aus den Einzeldenkmälern Zechenhaus, Fördermaschinenhaus und Fördergestell besteht. Sie liegt an der L128 im Gewerbegebiet Am Wasserturm in Holz. Die Schachtanlage gehörte zum Abbaugebiet Westfeld der im Jahr 2000 stillgelegten Grube Göttelborn und wurde vom Landesdenkmalamt Saarland als „Kleine Tagesanlage von hoher architektonischer Bedeutung“ eingestuft.

## Geschichte
Im Jahr 1906 befand sich der Ausgang der Tagesstrecke im Flöz Eilerts östlich der heutigen Schachtanlage in Göttelborn. Um zum Abbaugebiet Westfeld zu gelangen, mussten die Bergmänner sich zuerst nach Göttelborn begeben und dann unter Tage die Strecke bis zum Abbaugebiet Westfeld laufen. Dadurch stand den Bergmännern weniger Zeit für den Abbau zur Verfügung. Diesem Umstand trug die preußische Grubenverwaltung Rechnung, als sie 1912 beschloss eine Schachtanlage mit Zechenhaus zu bauen. Das Zechenhaus wurde 1913 fertiggestellt. Es beinhaltet eine Waschkaue, einen Verlesesaal, eine Kaffeeküche, eine Lampenstube und Büros für die Steiger. 1915 konnte dann der Schacht mit einer Teufe von 143 Meter fertiggestellt und ein Fördergerüst darüber errichtet werden. Der weitere Abbau machte es 1937 notwendig den Schacht auf die 3. Sohle abzuteufen. Die neue Schachttiefe betrug nun 443 Meter. Dies hatte zur Folge, dass ein neues Fördergerüst montiert werden musste. Dabei handelt es sich um das noch heute vorhandene Fördergerüst. Zudem wurden Ventilatoren installiert. Letztmals wurde der Schacht im Jahr 1962 auf 594 Meter abgeteuft und eine größere Fördermaschine installiert. 1967 wurde die Personeneinfahrt komplett eingestellt. 1991 erfolgte dann der Abbau der Ventilatoren und des zugehörigen Maschinenhauses. Der Schacht wurde, nach der Stilllegung durch Saarbergwerke AG im Jahr 1994, noch im gleichen Jahr verfüllt.
1997 erwarb ein Privatunternehmer einen Teil des Geländes des Gewerbegebietes inklusive des Förderturms und des Fördermaschinenhauses. Das Fördermaschinenhaus wurde durch den Unternehmer saniert und in ein zweigeschossiges Bürogebäude umgebaut. Der Förderturm wird von verschiedenen Mobilfunkanbietern als Sendeanlage genutzt. Das Zechenhaus, inklusive des zugehörigen Grundstückes, wurde 2002 an einen weiteren Unternehmer verkauft. Dieser investierte nach eigenen Angaben 400.000 € in die Sanierung der Fassade des Gebäudes und den Umbau im Inneren.